# Friedrich August Pflugfelder
Friedrich August Pflugfelder (* 1809 in Bremen; † nach 1856 in Düsseldorf) war ein deutscher Kupferstecher der Düsseldorfer Schule.

## Leben

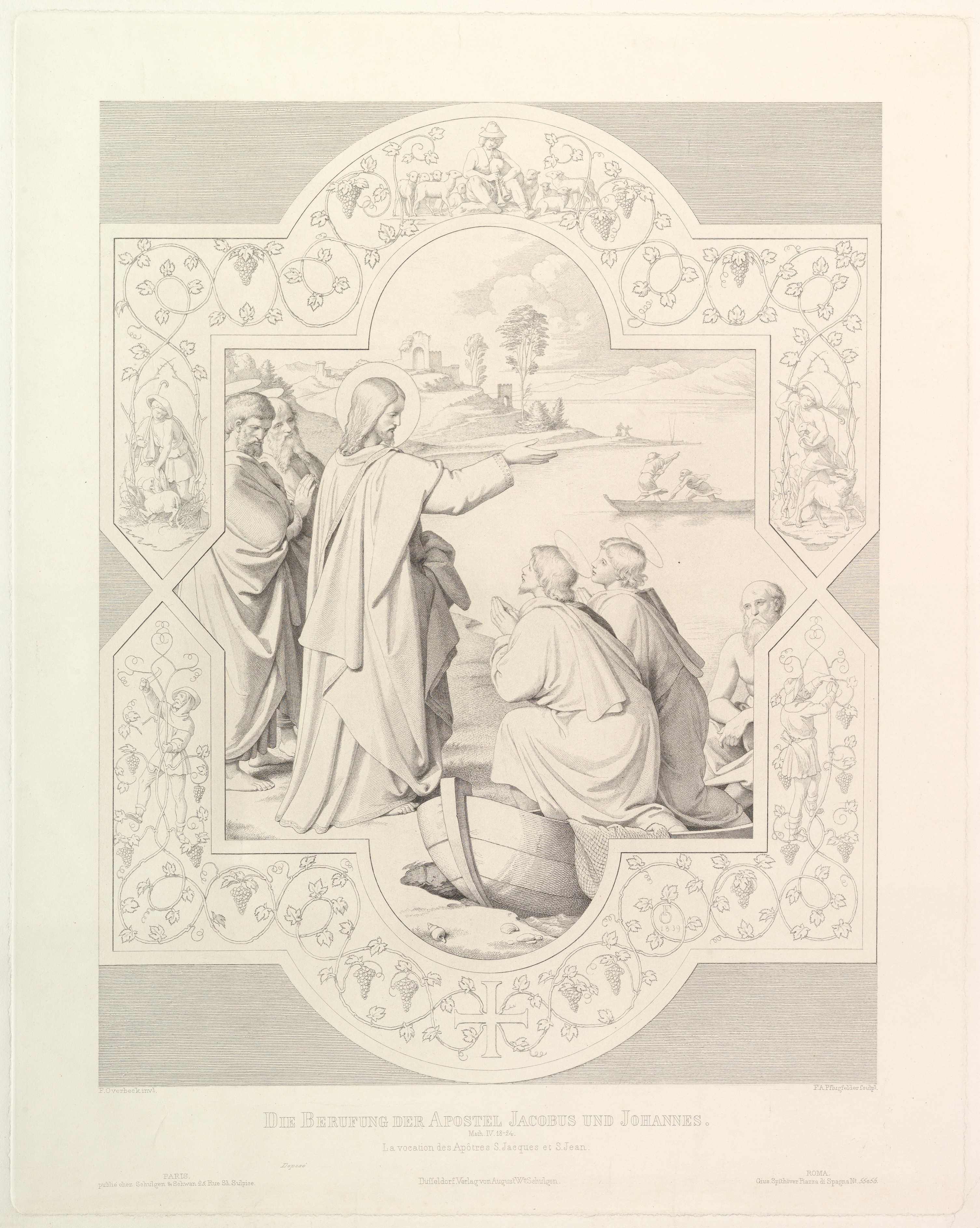
Die Berufung der Apostel Jacobus und Johannes, Kupferstich nach Friedrich Overbeck, 1839

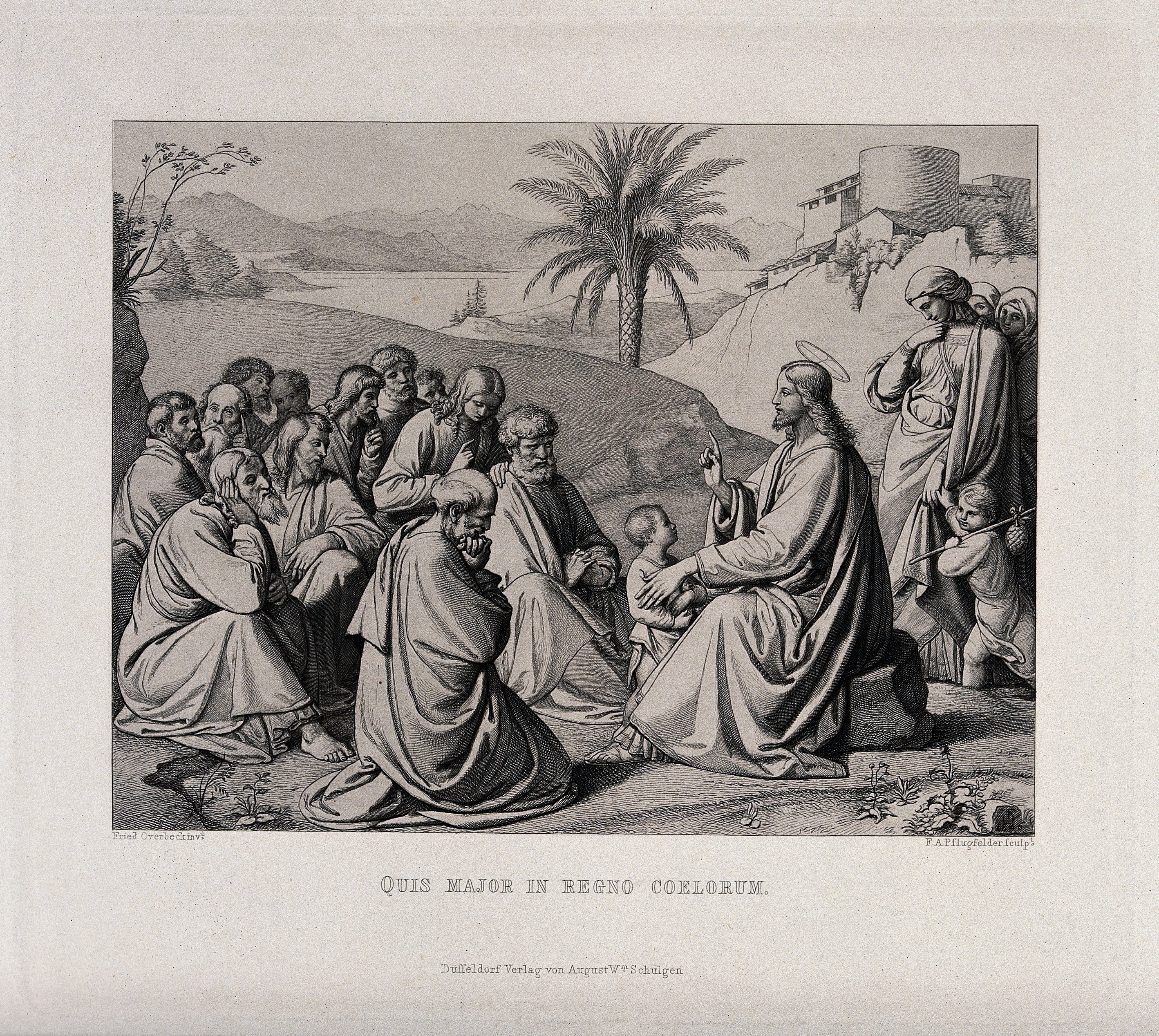
Quis Major in Regno Coelorum, Kupferstich nach Friedrich Overbeck, 1846

August Pflugfelder, Sohn des 1764 in Düsseldorf geborenen Kupferstechers Johann Gottfried Pflugfelder, kam Ende der 1820er Jahre aus Hannover nach Düsseldorf, wo er an der Kunstakademie bis 1849 – mit mehrjährigen Unterbrechungen – die Klassen für Kupferstichkunst besuchte, zunächst noch bei Ernst Carl Thelott, dann bei Joseph Keller. Ab 1847 gehörte er zur Meisterklasse Kellers.
Mit Kupferstichen trat Pflugfelder ab 1835 in Erscheinung. Für einen ihr in Ems überreichten Kupferstich Die Kreuztragung Christ nach Friedrich Overbeck ließ Alexandra Fjodorowna Kaiserin von Russland Pflugfelder 1840 einen kostbaren Brillantring übersenden.
Pflugfelder lebte als reproduzierender Kupferstecher in Düsseldorf. Dort gebar seine Frau Wilhelmine, geborene Kniepscher, am 8. Februar 1838 den Sohn Friedrich Wilhelm Carl August.